# Вербівка (Липовецька міська громада)
Вербі́вка (до 1946 року — Ротмістрівка) — село в Україні, у Липовецькій міській громаді Вінницького району Вінницької області. Населення становить 520 осіб.

## Історія

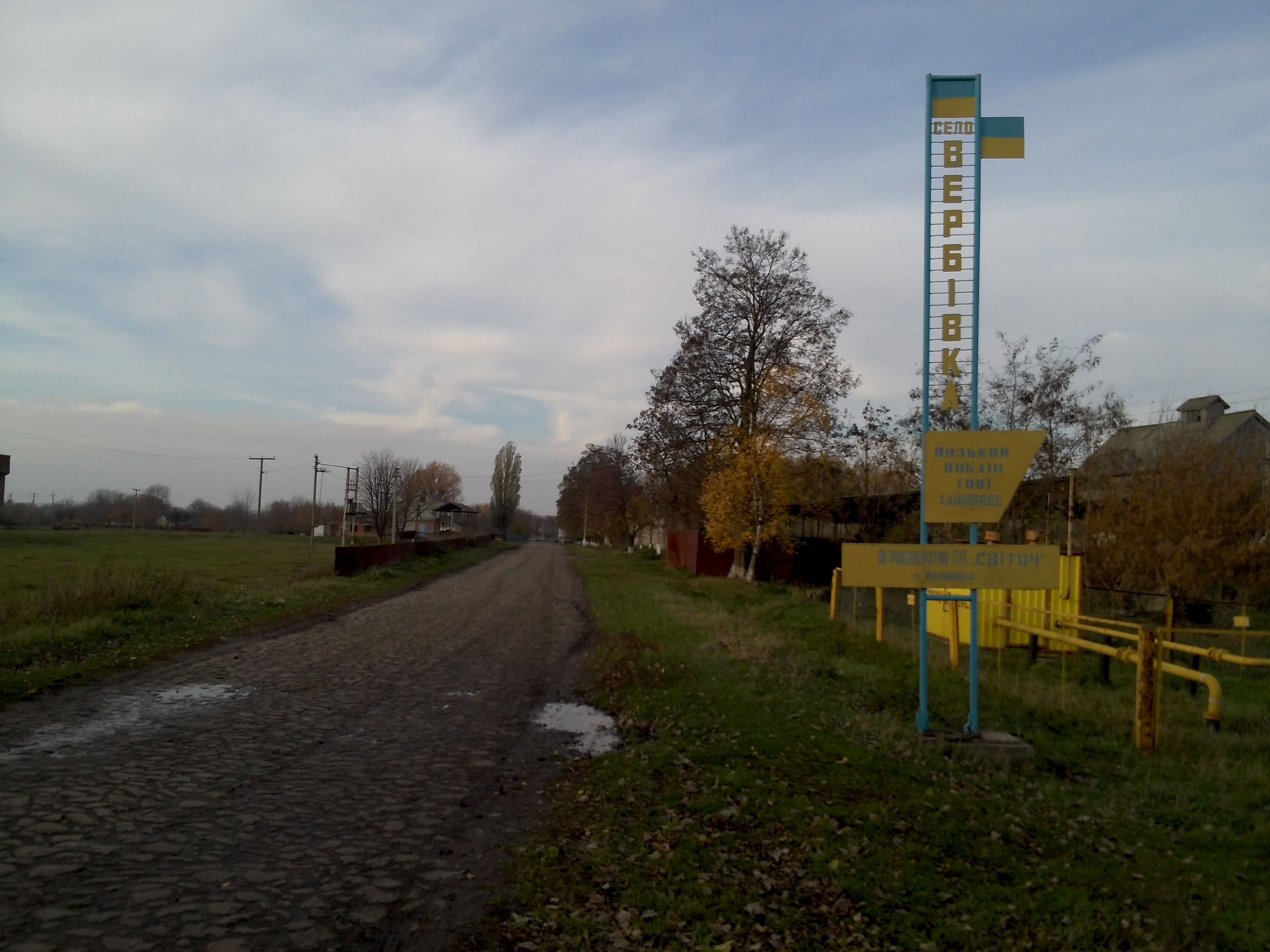
Знак при в'їзді до села

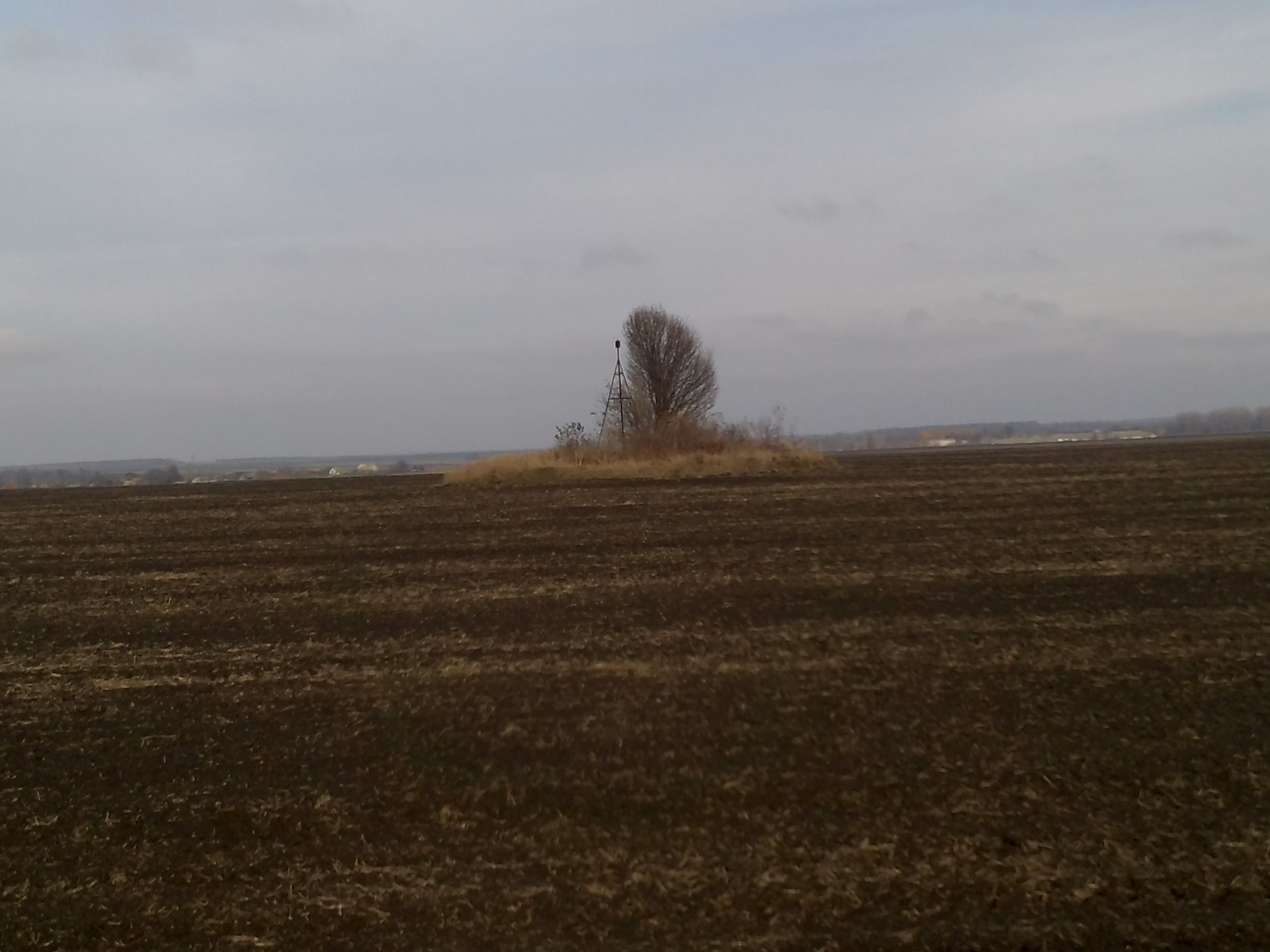
Скіфський курган на околиці села

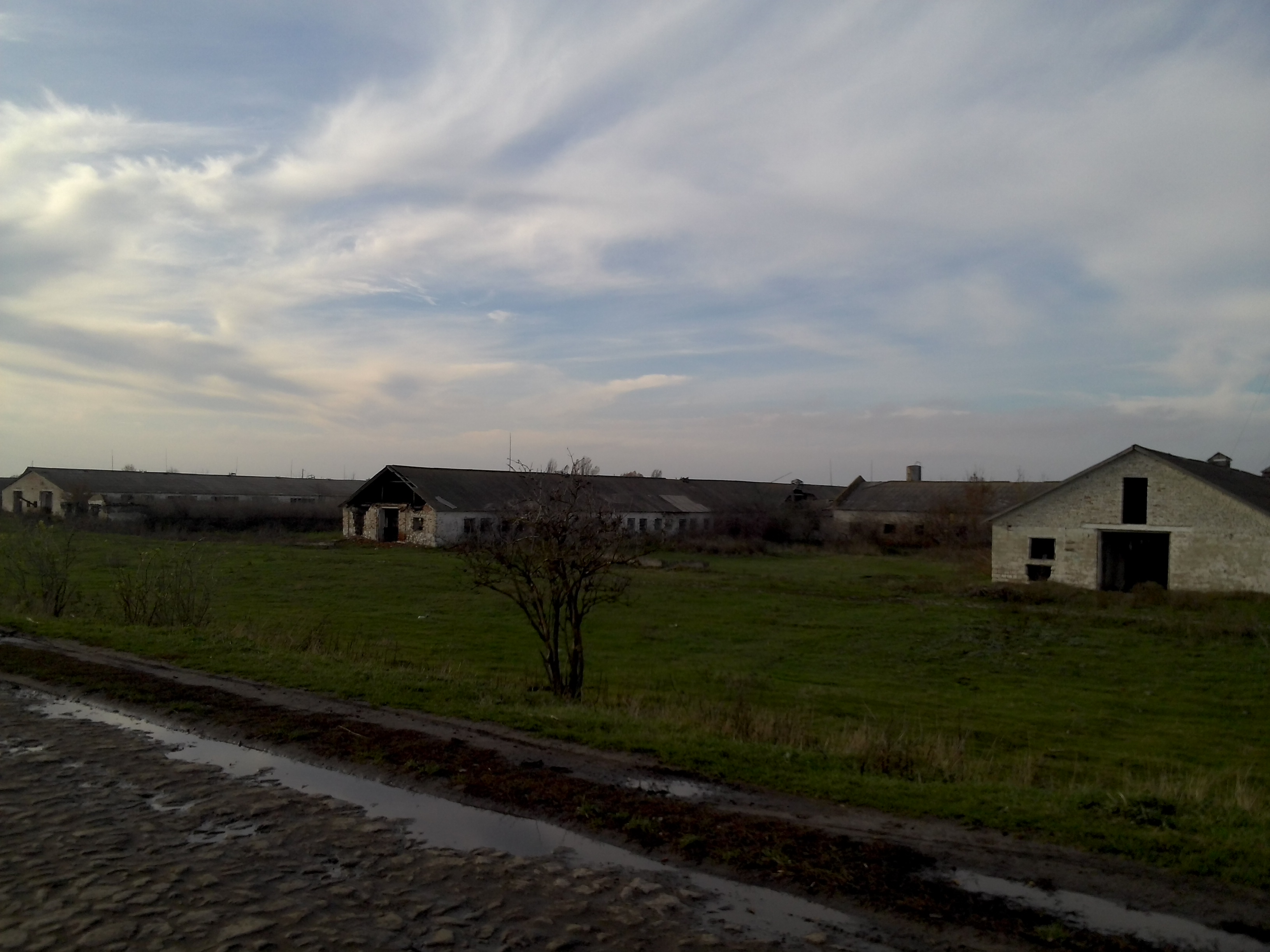
Колгоспні будівлі

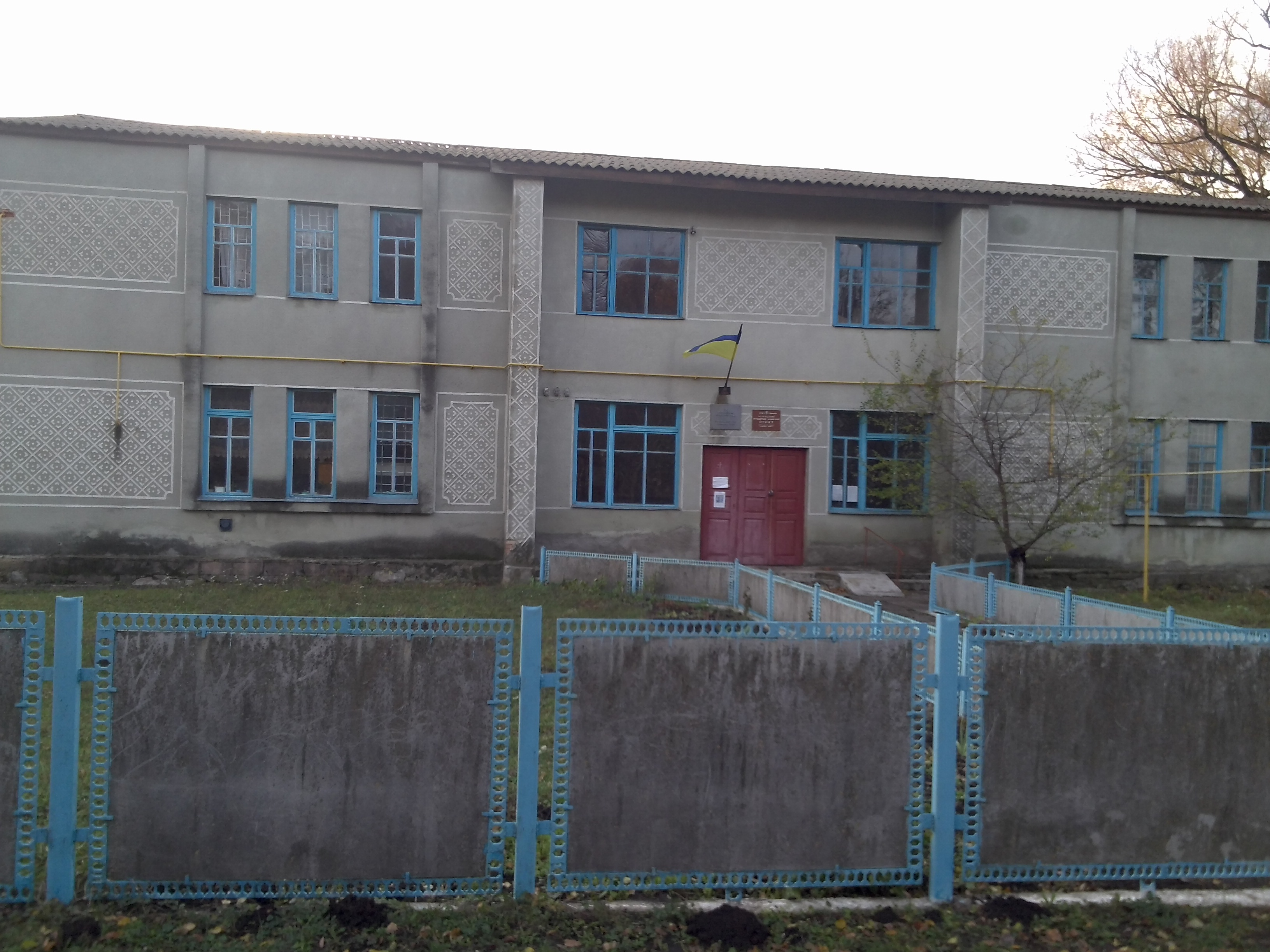
Сільська рада

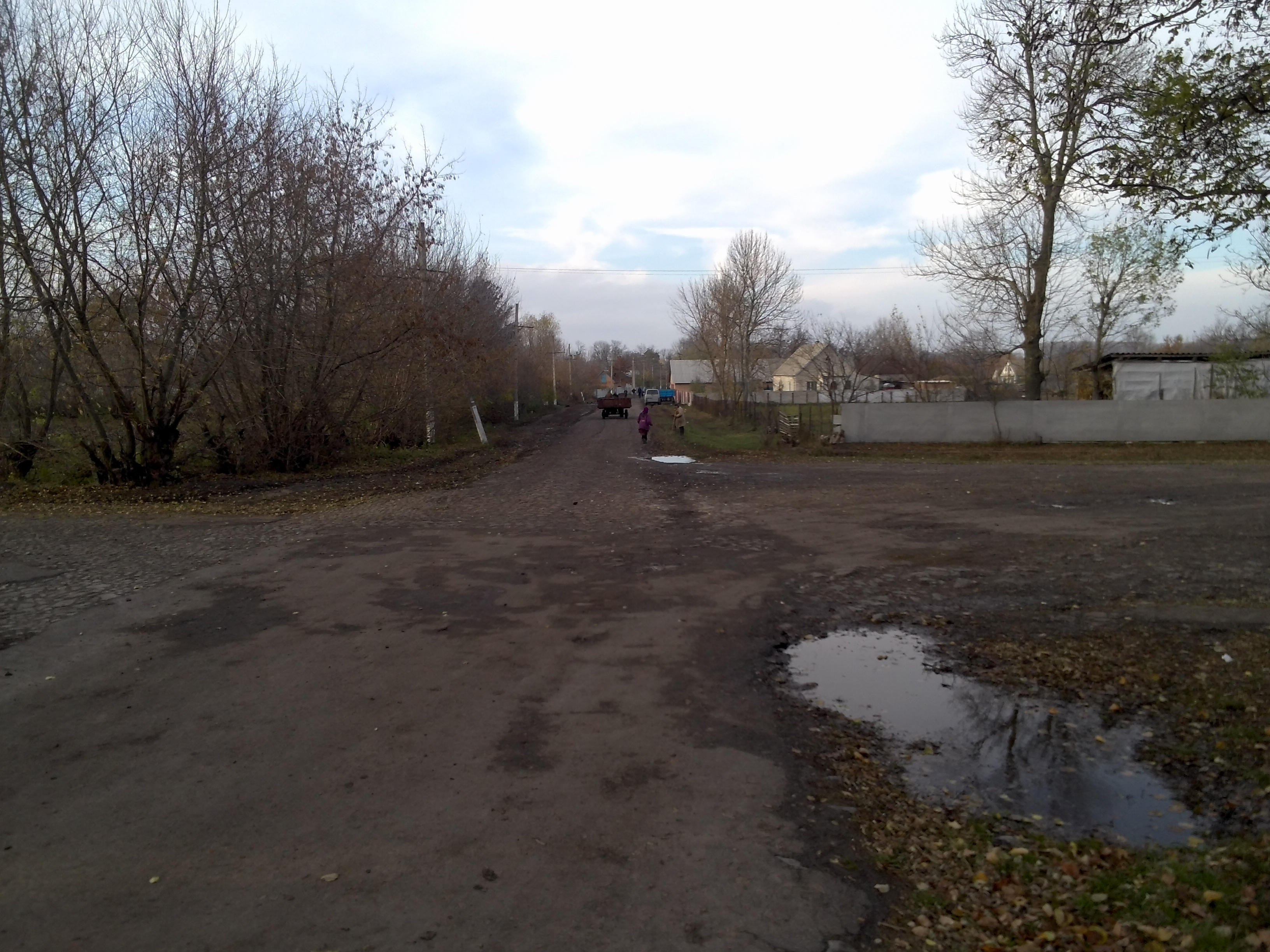
Вулиці села

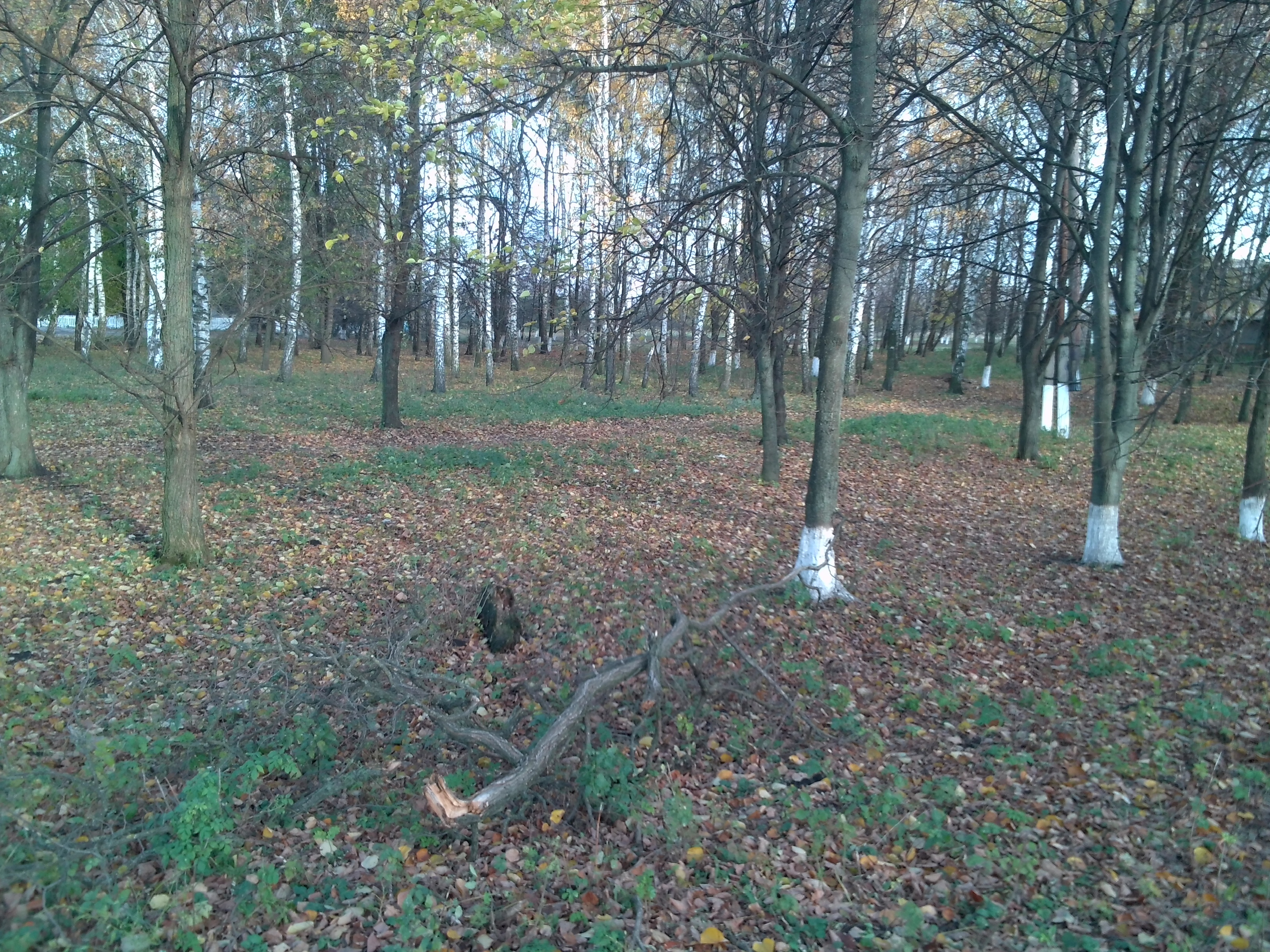
Парк

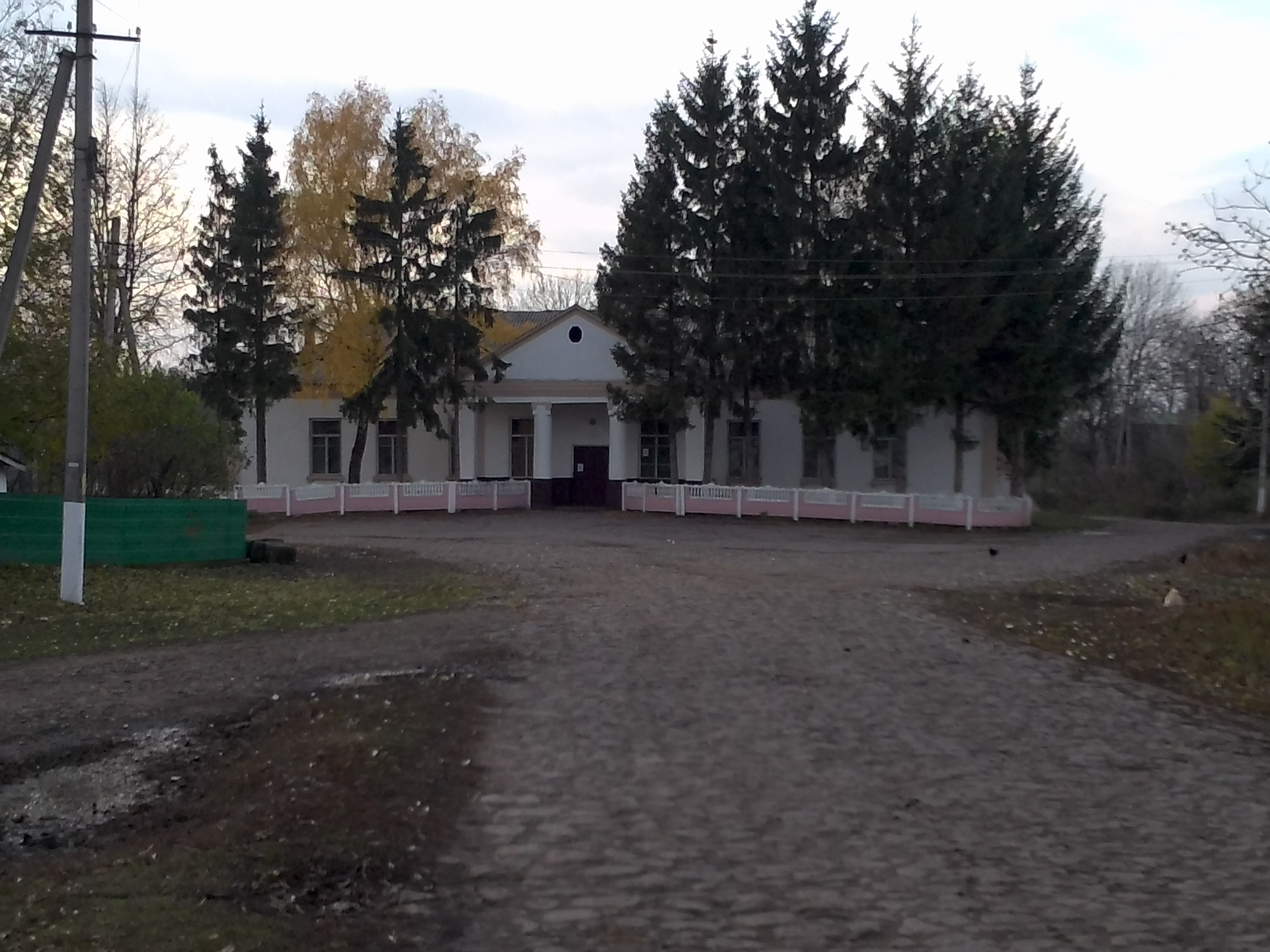
Будинок культури

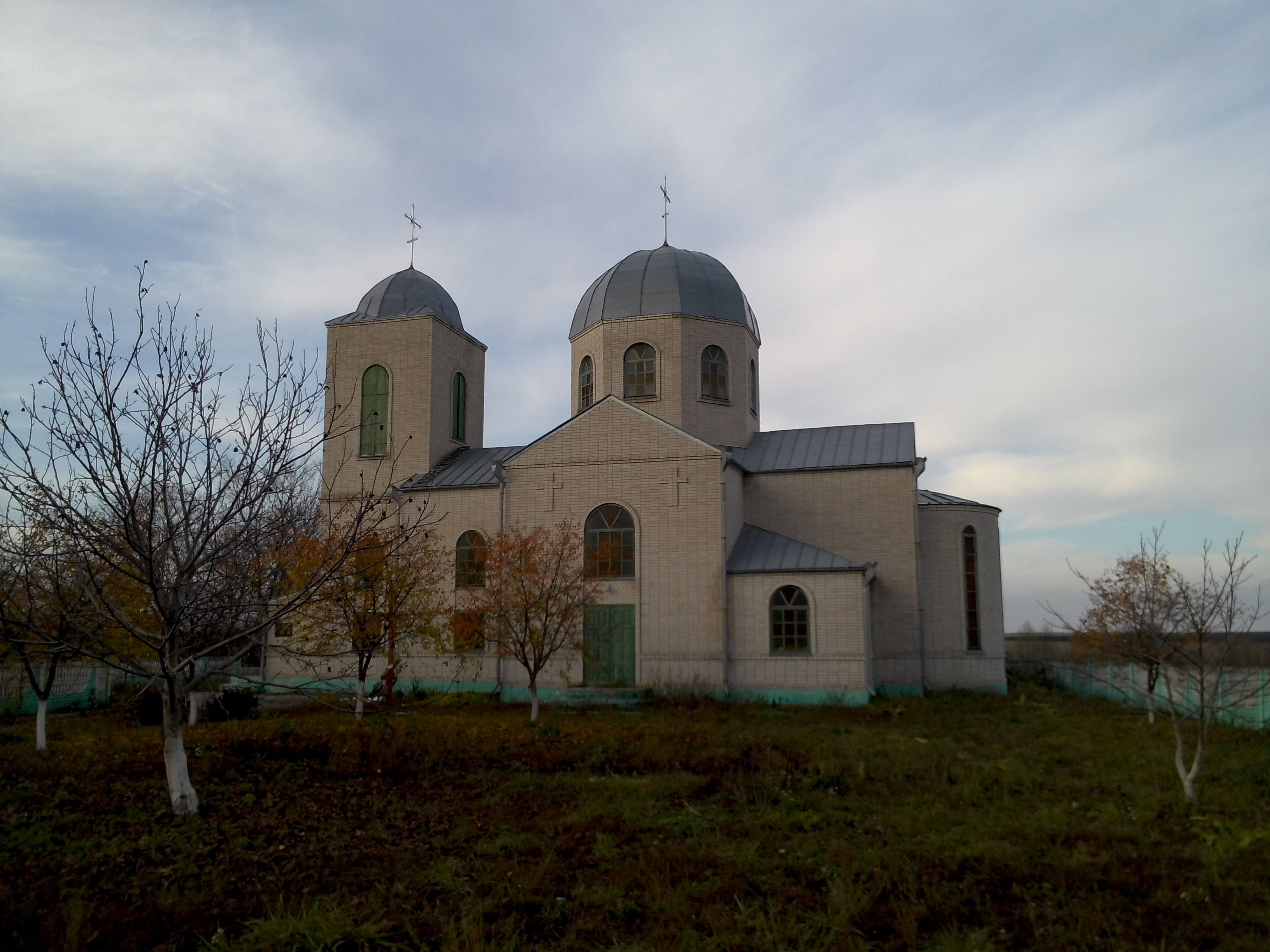
Церква

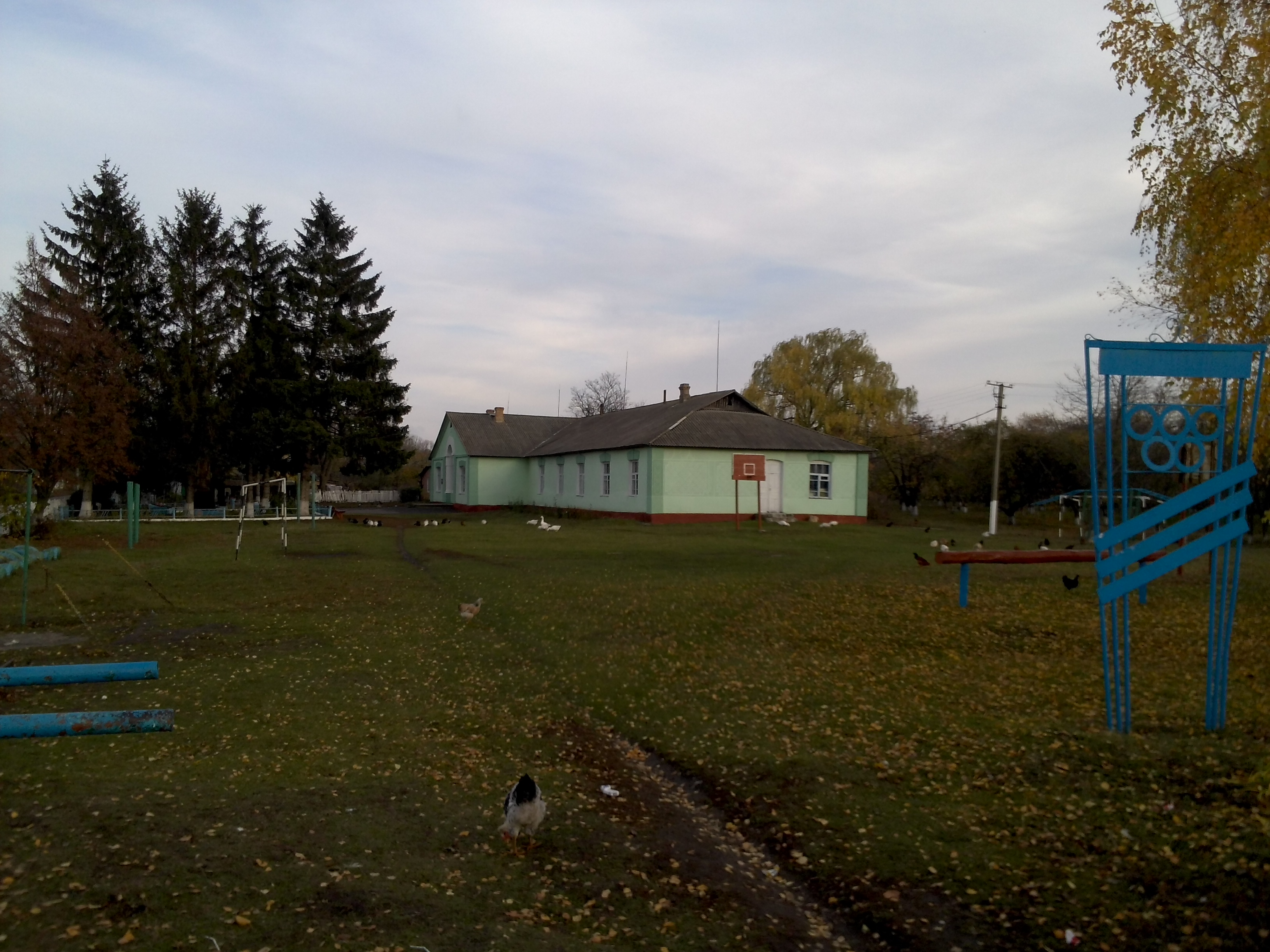
Школа

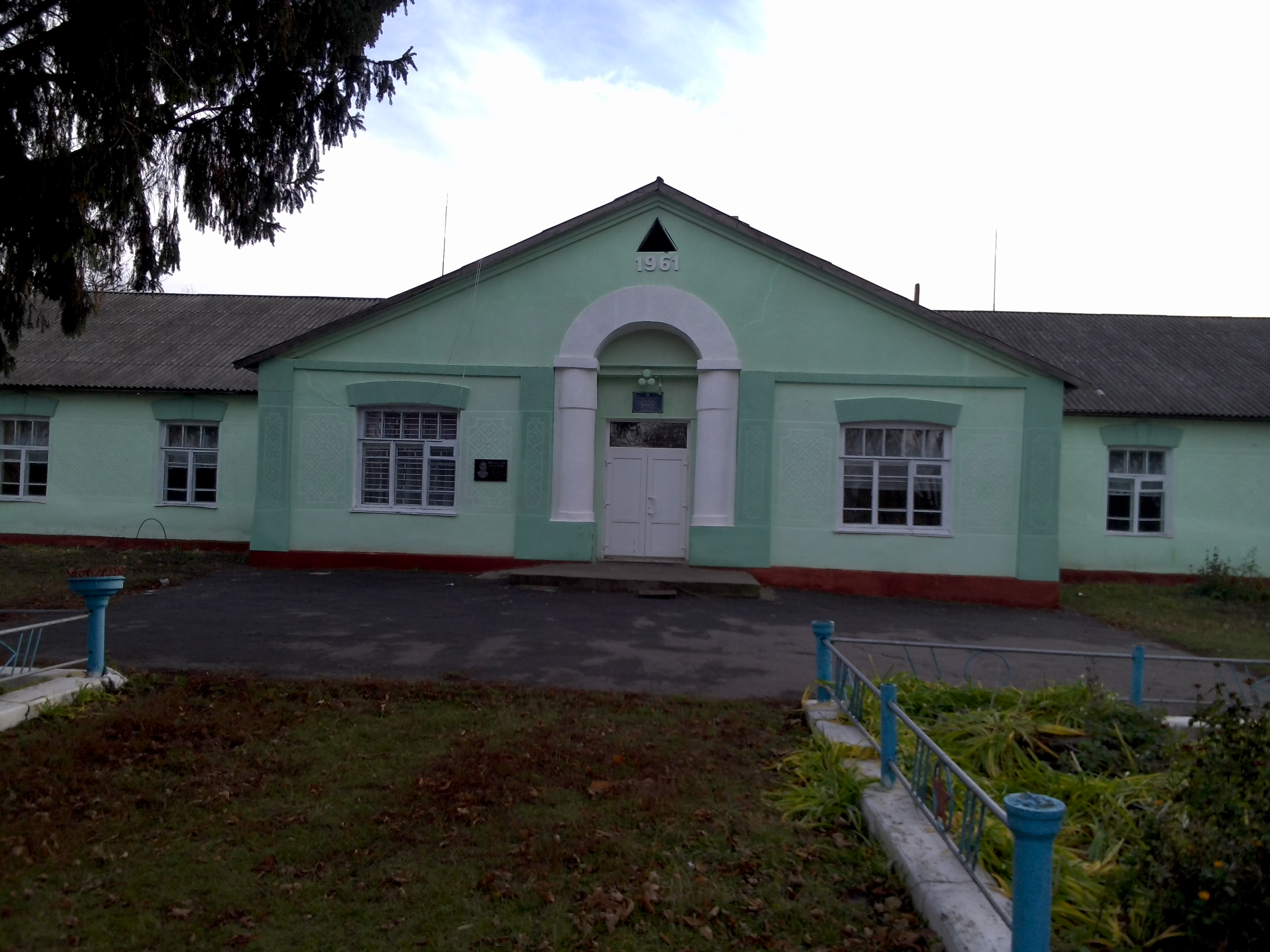
Школа

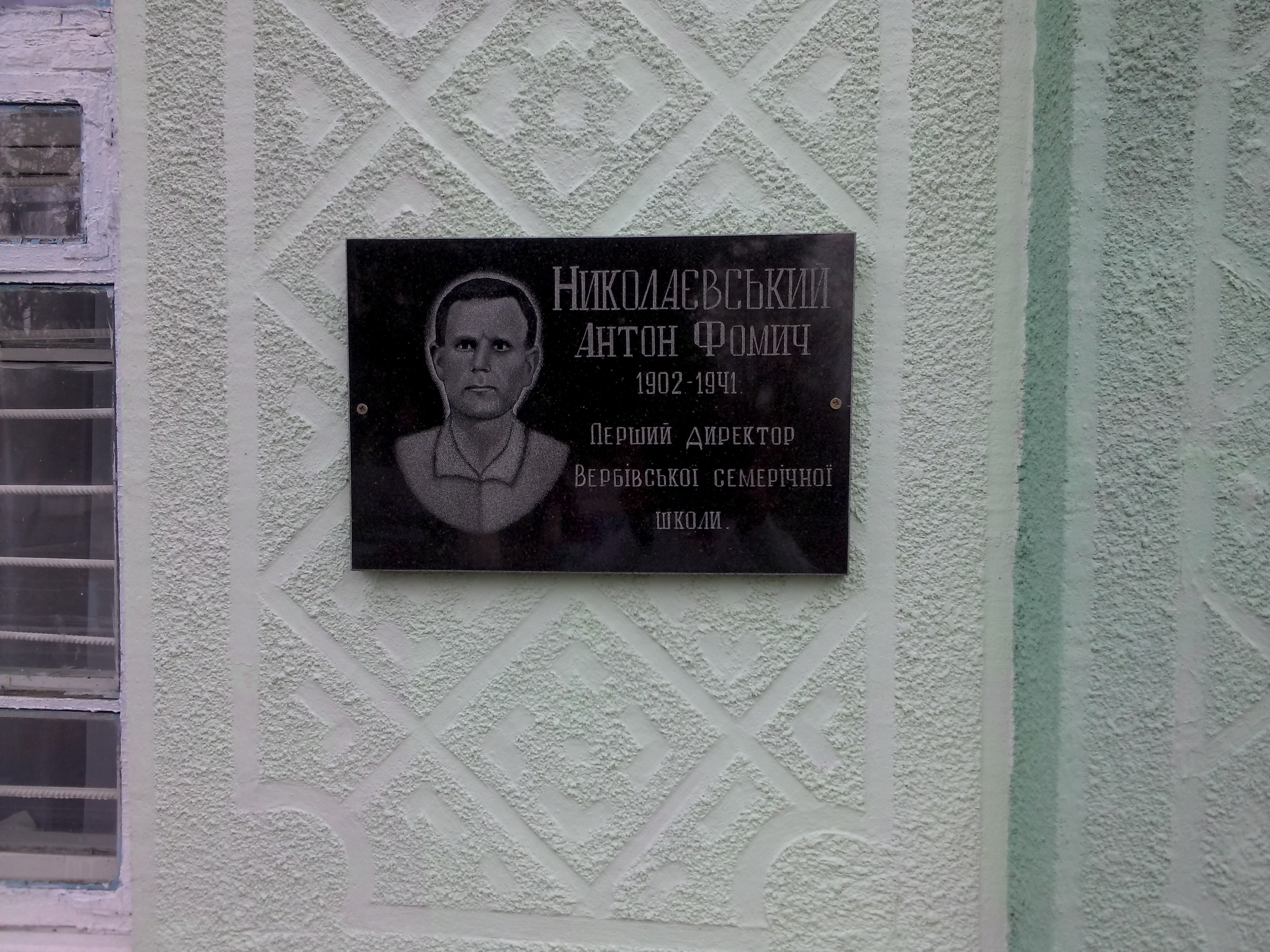
Меморіальна доша на будівлі школи першому директорові А. Ф. Николаєвському

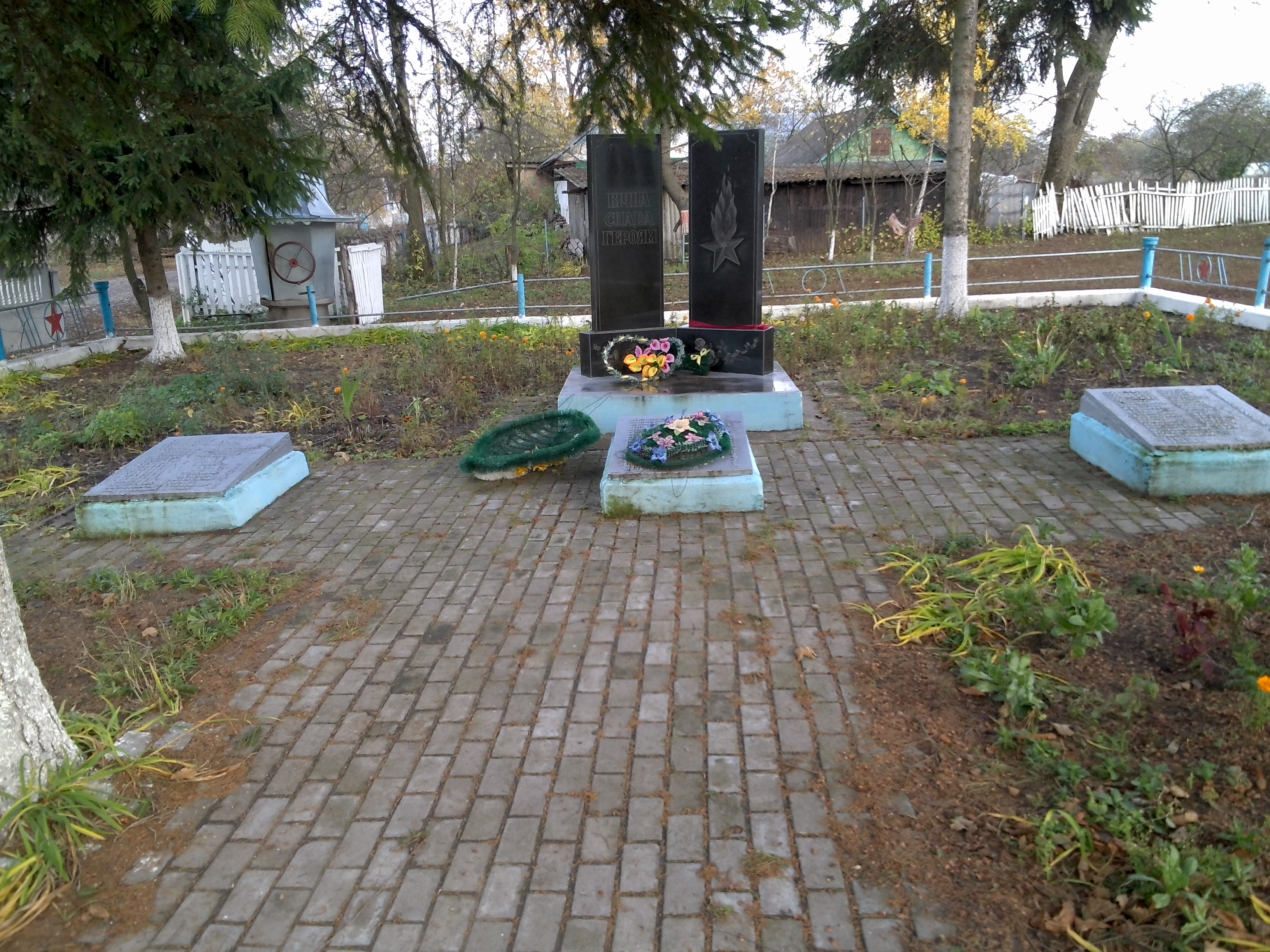
Меморіал на Братській могилі

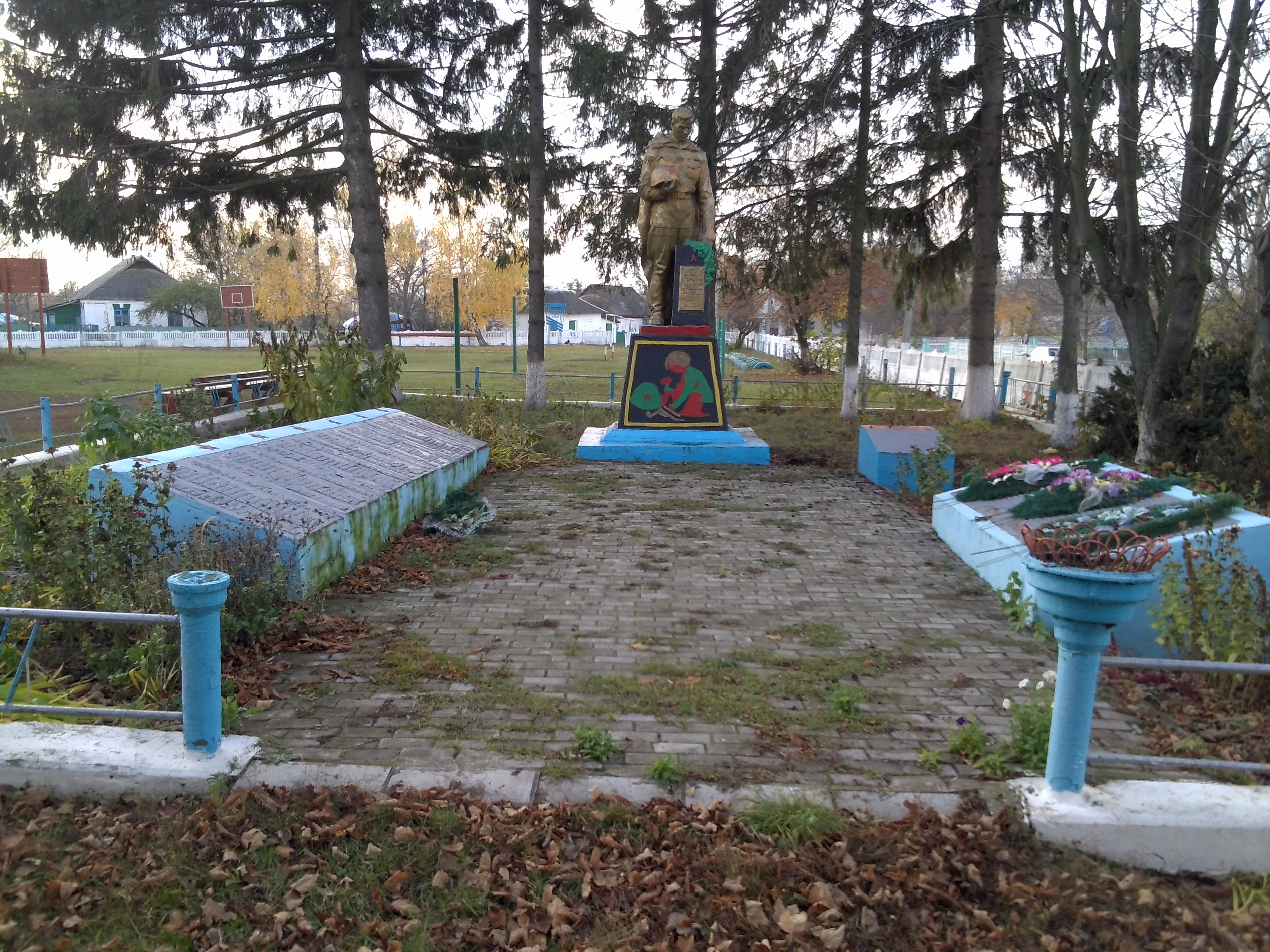
Братська могила

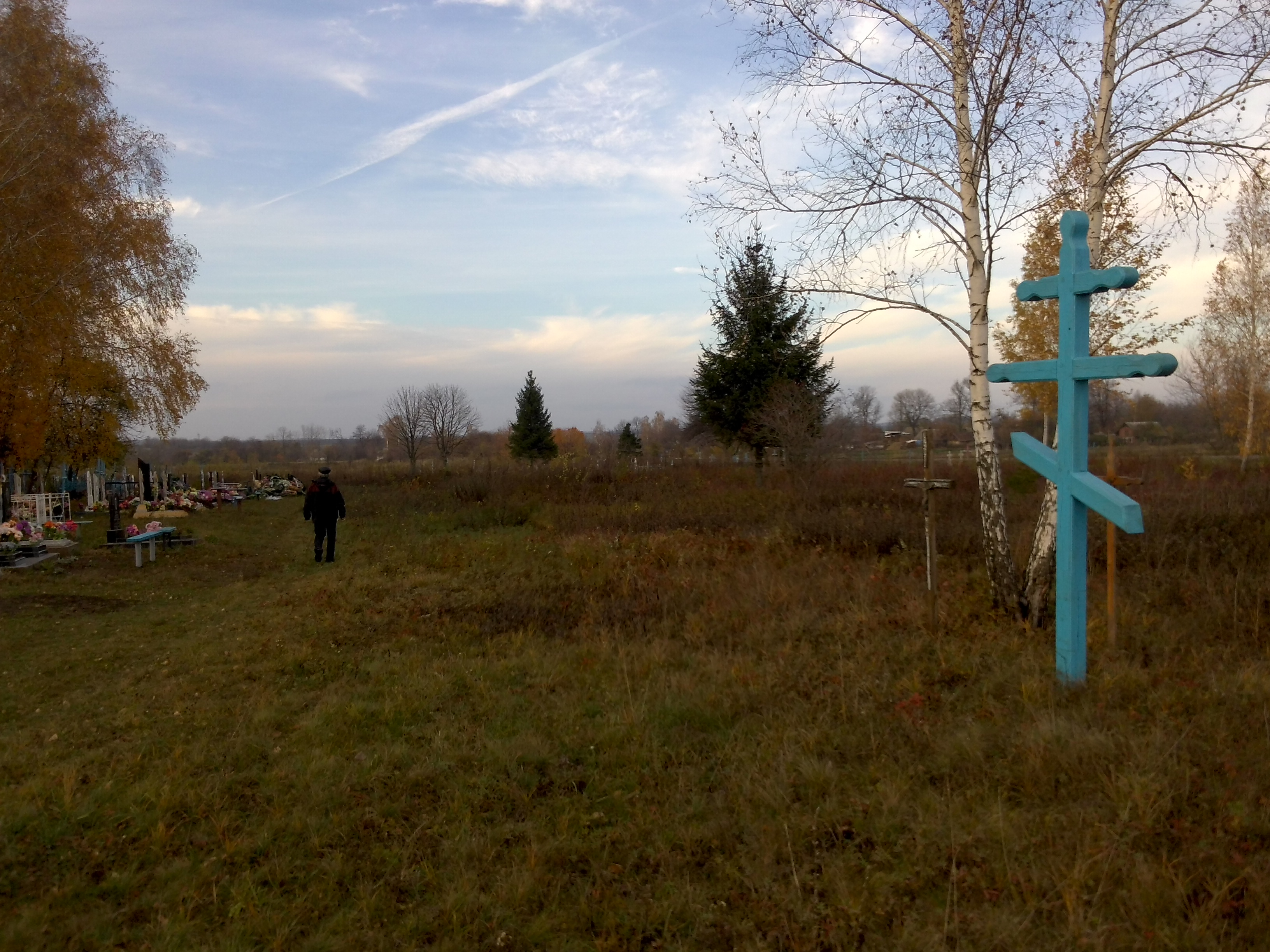
Кладовище

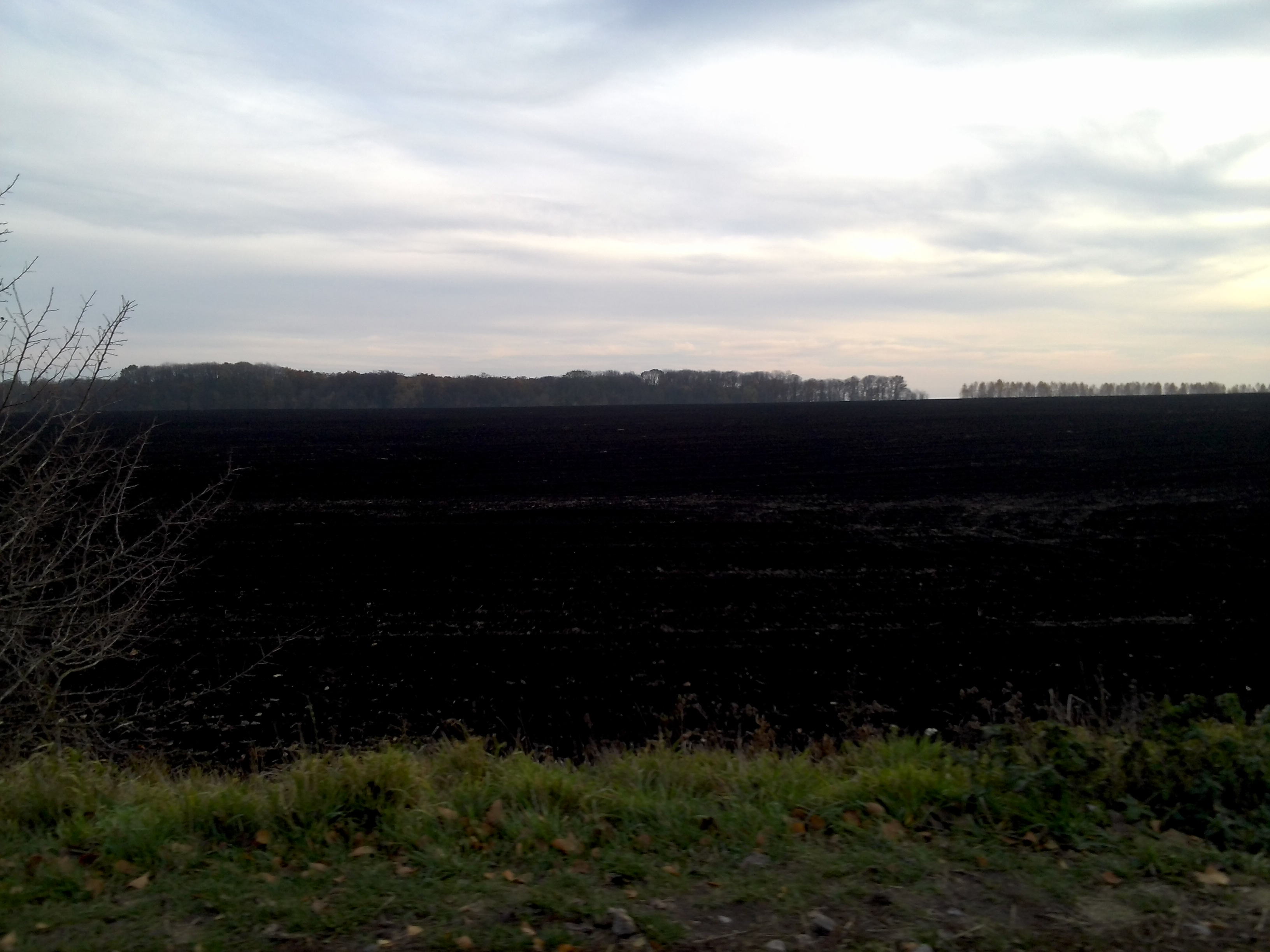
Вербівські чорноземи

Архівні документи донесли відомості про найдавніше поселення в верхів'ях Вільшанки — Корчинці. В основі цієї назви лежить українське слово «корч» — кущ, пень. Отже, Корчинці — викорчуване місце, земля, звільнена від лісу і підготовлена під пашню.
Чи довго чи недовго поселення називалося Корчинцями — невідомо. Але з кінця XVIII ст. паралельно з давньою вживається інша назва — Ротмістрівка (в двомовній (польсько-російській) ревізії 1795 року — пол.Rotmistrówka і рос. Ротмѣстровка. Старожили ж села, згідно з місцевою говіркою, називають власне село Ротмистрівка).
Легенда свідчить, що жив колись великий багач Ротмистер. Він першим поселився у верхів'ях Вільшанки і встиг захопити багато землі, яку оголосив своєю. А люди в ті часи були бідними, але вільними, та щоб якось прогодуватися, змушено наймались на роботу до Ротмистра. Тоді трапилося під ряд сім неврожайних років, і голодні люди ходили в оточений високими парканами двір і просити шматок хліба. Так все село залізло до багача у борги, бо Ротмистр змушував підписувати якісь папірці і давав ще додому пряжу прясти. А коли нарешті вродила нива — весь урожай виявився його. Ротмистр наказав називати себе паном і виходити на панщину. А хто не корився — того прив'язували до стовпа і карали нагаями. Отож, щоб панські посіпаки не потягнули до страшного стовпа, люди виходили в поле.
Всі землі навкруги привласнив багач, а потім ставки і ліси. Не можна вже й ходити в ліс по гриби — Ротмистрові слуги стережуть. Дійшло до того, що від селян стали вимагати весь тиждень виходити на панське поле, і лише в неділю вони могли працювати на своїй ділянці.
У ті давні часи через село вився Казенний шлях, яким ішли солдати на війну. От офіцери й питали людей: — Ви чиї? — Ротмистрові, — відповідали люди. Так на картах і з'явилася Ротмістрівка.
Першими кандидатами на звання засновників села Вербівки є прилуцькі ротмістри, які в період гайдамаччини сторожили розбійницькі ватаги на Чорному шляху. Зокрема, в 1763 році у Прилуці стояли 3 корогви київського воєводи.
У XVIII столітті прилуцька експансія дійсно поширилась на схід аж до Зозівки, Брицького і Ясенок. Але малоймовірно, щоб піддані власників Прилуки графів Боржецьких осіли на землях князів Любомирських, які пізніше перейшли графам Грохольським.
Деякі краєзнавці пропонують кандидатом на заснування села ротмістра Мартина (Марціна) Грохольського, проте документи, зокрема ревізія «деревни Ротмистовки Липовецкого уѣзда» 1795 року, чітко вказують власника — ротмістра «військ польських» Андрія Яковича Кавецького. На той час тут мешкало 113 поміщицьких селян.
Точну дату заснування Вербівки встановити важко. Одне безсумнівно: вона не може бути пізнішою від 1780 року. Річ у тім, що саме тоді ротмістр Мартин Грохольський продав володіння у верхів'ях Собу і назавди залишив свої мисливські угіддя. А за Корчинцями закріпилась назва Ротмістрівка, яка фігурує у першій письмовій згадці в Інтабулярних відомостях Липовецького повіту, у розділі про Зозівський ключ: «Село Ротмістрівка до того ж міста Зозова належна, над ставком заложена… з каплицею, млином одним водним і вітряним одним на двох камінних опорах і фольварком економічним, згідно подання до Тарифу Десятого Гроша року 1789 і сказок ревізьких складених року 1795. Душ мужських підданих, жіночих завірено тих разом з селом Зозівка і містом Зозовем померлих, згідно продажі і купівлі. Добр в літах 1802, 1803 і 1804 вартість у рублях мідних 150 000…»
В тих же «Інтабулярних відомостях» твердиться, що Тадеуш Козловський купив Зозів, Зозівку і Ротмистрівку у 1783 році в Ігнатія Каменецького. Хто цей посередник між Грохольським і Козловським — достеменно не відомо. Можна припустити, що він був управитилем чи посесором. До того ж польські автори твердять, що безпосередньо «від Грохольського купив те місце в 1780 р. Тадеуш Козловський, генерал, сенатор і маршалок губернії Київської» (Едвард Руліковський).
Вплив Т. Козловського істотно зріс після приєднання краю до Росії, коли він був обраний губернським предворителем дворянства спочатку Брацлавського намісництва, а потім і Київської губернії (до неї в 1797 році відійшов Липовецький повіт, куди з 1795 року належала Ротмистрівка).
7 червня 1946 р. село Ротмистрівка отримало назву «Вербівка» і Ротмистрівську сільську Раду названо Вербівською.
12 червня 2020 року, розпорядженням Кабінету Міністрів України № 707-р «Про визначення адміністративних центрів та затвердження територій територіальних громад Вінницької області», увійшло в Липовецьку міську громаду.
19 липня 2020 року, в результаті адміністративно-територіальної реформи та ліквідації Липовецького району, село увійшло до складу Вінницького району.